# Hans Boekhoven
Johan Winston (Hans) Boekhoven (Nieuwe Pekela, 22 oktober 1946) is een Nederlands politicus van de VVD.
Na de hbs studeerde hij aan de Alliance française in Parijs en aan het City of Londen College in Londen voor hij in Groningen naar de heao ging. Daarna werkte hij vanaf 1971 als eerste directiesecretaris van de Japanse Handelskamer in Amsterdam. Drie jaar later trad hij in dienst van Enka in Arnhem en eind 1978 werd hij economisch medewerker bij de gemeentesecretarie van Kampen.
Zijn vader Gerard Boekhoven is burgemeester van onder andere Nieuwe Pekela geweest en vanaf 1984 trad Hans Boekhoven net als zijn broer Rudi in diens voetsporen want in dat jaar werd hij burgemeester van Schiermonnikoog. Op 1 januari 1998 verwisselden de burgemeesters van Schiermonnikoog en Nijefurd van hun functie; officieel gingen beiden met verlof en werden waarnemend burgemeester in de andere gemeente. Aanleiding hiervoor was dat de positie van Boekhoven op Schiermonnikoog door onder andere de zaak rond politiechef René Lancee problematisch geworden waardoor voor deze tijdelijke uitwisseling werd gekozen. Uiteindelijk zou hij niet meer terugkeren naar Schiermonnikoog en in april 1999 werd Boekhoven in Nijefurd alsnog per Koninklijk Besluit benoemd tot burgemeester.
Op 1 januari 2011 ging Nijefurd op in de nieuwe gemeente Súdwest-Fryslân waarmee zijn functie kwam te vervallen.